# Бозовце
Бозовце (мкд. Бозовце) је насеље у Северној Македонији, у северозападном делу државе. Бозовце припада општини Тетово.

## Географија
Насеље Бозовце је смештено у крајње северозападном делу Северне Македоније, близу државне границе са Србијом (5 km удаљености). Од најближег већег града, Тетова, насеље је удаљено 22 km северозападно.
Бозовце се налази у доњем делу историјске области Полог. Насеље је положено у високо положеној долини речице Тетовске пене, подно највиших врхова Шар-планине. Западно од насеља се издиже главно било Шар-планине. Надморска висина насеља је приближно 1.280 метара.
Клима у насељу је планинска због знатне надморске висине.

## Становништво
Бозовце је према последњем попису из 2002. године имало 924 становника.
Претежно становништво у насељу су Албанци (99%).
Већинска вероисповест је ислам.